# Dem Land Tirol die Treue

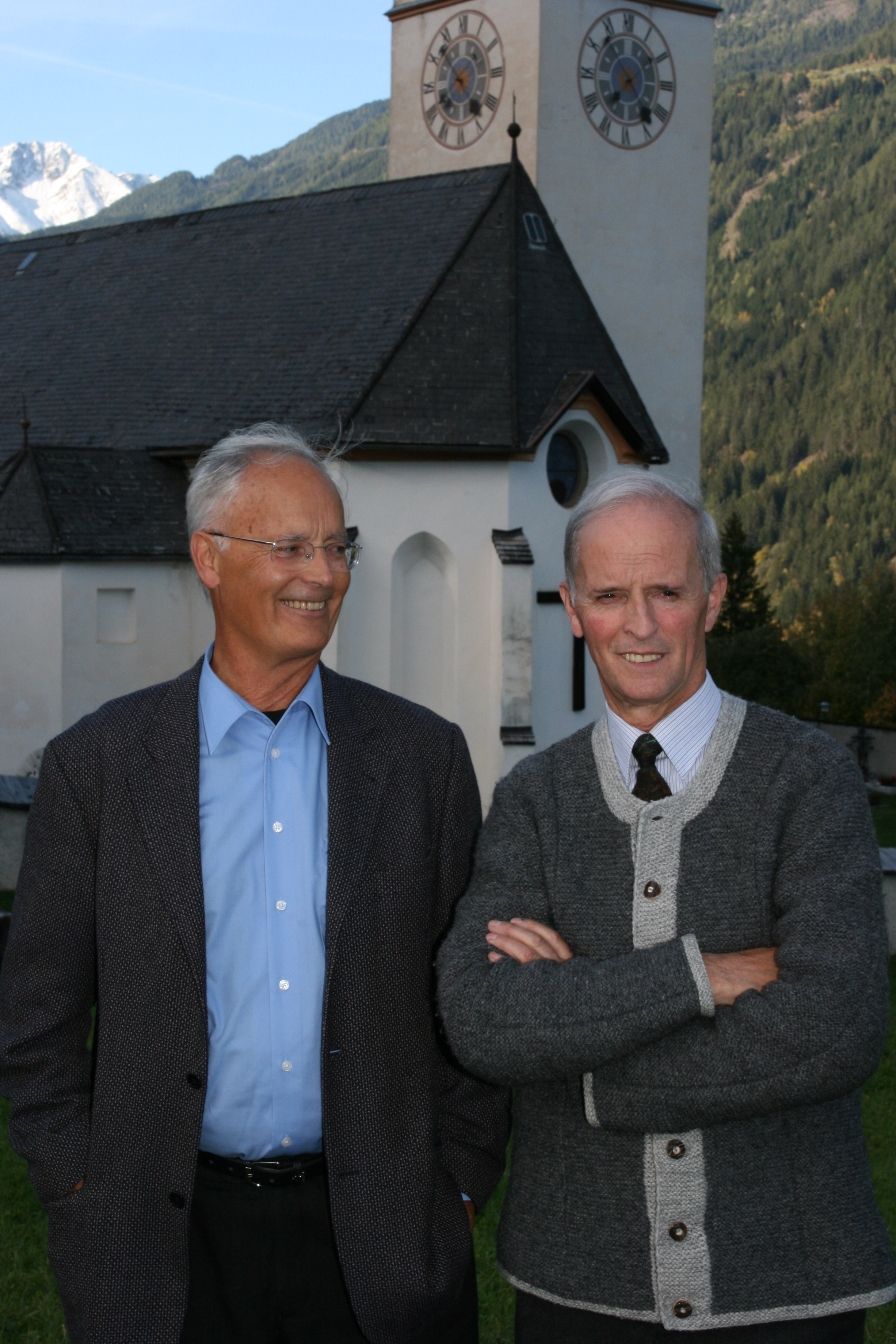
Die Brüder Florian (Komponist) und Josef Pedarnig (Text)

Dem Land Tirol die Treue ist ein von Florian Pedarnig im Alla-breve-Takt komponierter und von Josef Pedarnig getexteter Marsch. Entstanden im Sommer 1955, fand er ab 1985, nachdem Pedarnig ihn publiziert hatte, zunehmend Verbreitung auch über Tirol hinaus. Er gehört mittlerweile zum Repertoire zahlreicher Blasmusikkapellen und wurde auch von Vertretern der volkstümlichen Musik eingespielt (Alpentrio Tirol, Marc Pircher, Die Grubertaler u. a.).
Auf Grund der weiten Verbreitung wird der Marsch mitunter als „heimliche Tiroler Landeshymne“ bezeichnet.
Im Liedtext wird in der zweiten Strophe auf die Abtrennung Südtirols von Österreich im Jahr 1919 Bezug genommen:
Ein harter Kampf hat dich entzwei geschlagen,

von dir gerissen wurde Südtirol.

Die Dolomiten grüßen uns von Ferne

in roter Glut zum letzten Lebewohl.
Experten gilt der für ein Volksmusikstück relativ junge Marsch als qualitätvoll. Er wird allerdings auch bei populären Events und in Festzelten gespielt, was wegen respektloser oder politisierender Zwischenrufe bisweilen zu Irritationen führt. Der Komponist empfahl deswegen einmal, dass der Marsch „bei bestimmten Anlässen nicht mehr gespielt wird“, etwa in alkoholisiertem Umfeld. Dennoch erreichte er 2017 den dritten Platz auf der von der GEMA erstellten Liste der beim Oktoberfest in München von Kapellen und Bands meistgespielten Musikstücke.